# 2000年夏季奥林匹克运动会冈比亚代表团
冈比亚参加了9月15日至10月1日在澳大利亚悉尼举行的2000年夏季奥林匹克运动会。此次参赛是冈比亚第五次参加夏季奥运会，代表团派出了两名田径运动员：巴·马马杜·盖和阿达马·恩吉，两人均未能通过各自项目的首轮比赛。

## 背景
1976年1月1日，冈比亚国家奥林匹克委员会得到了国际奥委会的承认。经承认后，冈比亚因新西兰的参加而抵制了1976年蒙特利尔奥运会，并加入了美国领导的对1980年莫斯科奥运会的抵制。因此冈比亚直到1984年洛杉矶奥运会才完成首秀，并在此后参加了每届夏季奥运会。悉尼奥运会是冈比亚第五次参赛。冈比亚代表团包括两名田径运动员巴·马马杜·盖和阿达马·恩吉，恩吉担任开幕式旗手。

## 田径
巴·马马杜·盖在参加悉尼奥运会时22岁，这是他第二次参加奥运会，盖曾在1996年亚特兰大奥运会上代表冈比亚参赛。9月22日，他参加了男子100米首轮比赛，并分在了第八组。盖以11.03秒的成绩完赛，在小组9人中排名第八，无缘次轮。
阿达马·恩吉在参加悉尼奥运会时22岁，这同样也是她第二次参加奥运会，恩吉曾在1996年亚特兰大奥运会上代表冈比亚参赛，并在2004年雅典奥运会上再次代表冈比亚出战。9月22日，她参加了女子800米首轮比赛，并分在了第五组。恩吉以2分7秒90的成绩完赛，在小组7人中排在第六位，未能晋级下一轮。
| 选手         | 比赛项目  | 预赛    | 预赛 | 四分之一决赛 | 四分之一决赛 | 半决赛 | 半决赛 | 决赛   | 决赛   |
| 选手         | 比赛项目  | 时间    | 排名 | 时间         | 排名         | 时间   | 排名   | 时间   | 排名   |
| ------------ | --------- | ------- | ---- | ------------ | ------------ | ------ | ------ | ------ | ------ |
| 巴·马马杜·盖 | 男子100米 | 11.03   | 8    | 未晋级       | 未晋级       | 未晋级 | 未晋级 | 未晋级 | 未晋级 |
| 阿达马·恩吉  | 女子800米 | 2:07.90 | 6    | 无           | 无           | 未晋级 | 未晋级 | 未晋级 | 未晋级 |